# Johann Blank
Johann Blank   (Nuremberg, 17 d'abril de 1904 - Ansbach, 15 de març de 1983) va ser un waterpolista alemany que va competir durant la dècada de 1920.
El 1928 va prendre part en els Jocs Olímpics d'Amsterdam, on va guanyar la medalla d'or en la competició de waterpolo. Era el porter suplent i sols va jugar un partit.